# Роберт Галфон
Роберт Генрі Галфон (англ. Robert Генрі Halfon; нар. 22 березня 1969, Лондон, Англія) — британський політик-консерватор. Він є членом парламенту від округу Гарлоу з 2010, голова Комітету Палати громад з питань освіти з 2017.

## Життєпис
Галфон народився у британській єврейській сім'ї. Він здобув освіту в Університеті Ексетера, працював начальником штабу консервативного члена парламенту Олівера Летвіна і був політичним директором Консервативних друзів Ізраїлю. Галфон намагався обратись до Палати громад у 2001 і 2005 роках.
18 липня 2014 він був обраний особистим парламентським секретарем Канцлера скарбниці Джорджа Осборна.
11 травня 2015 прем'єр-міністр призначив Галфона міністром без портфеля (з правом відвідування кабінету) і зробив його заступником голови Консервативної партії.
Молодший міністр з питань додаткової професійної освіти, професійних навичок і учнівства у Міністерстві освіти Великої Британії з 2016 по 2017.